# 巨噬細胞極化
巨噬細胞極化是一個巨噬細胞對應微環境訊號所表現不同程式功能的過程。巨噬細胞極化有多種功能型態，他們可以完全極化成特定的表型，像是M1（典型活化巨噬細胞）或是M2（另類活化巨噬細胞）。這些特定的表型取決於巨噬細胞所在的組織和特定微環境。一方面來說，巨噬細胞極化對人體防禦病原體是十分重要的，另一方面而言，它對維持生理恆定也很重要。 延長的巨噬細胞M1型對個體是有害的，而這也是為何組織修復是必要的。M2巨噬細胞的功能就是使組織修復，即便他們也被認為與慢性傳染病有關。

## M1巨噬細胞
典型活化巨噬細胞是由Mackaness於1960年代命名的。他們會表現轉錄因子，像是IRF5（interferon-regulatory factor）、NF-kB（核因子活化B细胞κ轻链增强子，nuclear factor of kappa light polypeptide gene enhancer）、AP-1转录因子（activator protein 1）和STAT1。產出典型的促發炎物質，如：干扰素γ、IL-12、IL-23、TNF、IL-6、IL-1、特定的化學趨化因子和主要組織相容性複合體（MHC）。
在急性感染期時，M1巨噬細胞是不可取代的，會保護個體，並藉著製造一氧化氮及活性氧類（ROS）來對抗胞內細菌或病毒。 Th1淋巴球製造的干擾素γ是典型巨噬細胞活化最重要的細胞激素。自然殺手細胞（NK）和巨噬細胞本身也都會製造干擾素γ。干擾素γ會調節巨噬細胞的基因表达形式，像是细胞因子受体、細胞活化標記或细胞粘附分子。典型巨噬細胞活化也需要靠Toll样受体（主要是TLR4）辨識革蘭氏陰性菌上的脂多糖（LPS）或革蘭氏陽性菌上的磷壁酸（LTA）才會活化。粒细胞-巨噬细胞集落刺激因子（Granulocyte – macrophage colony stimulation factor，GM-CSF）也會刺激M1巨噬細胞形成。

## M2巨噬細胞
另類活化巨噬細胞（Alternatively activated macrophages）由一群功能連續態組成，可分成以下幾組：M2a、M2b和M2c巨噬細胞。 每一種型態都有不同的刺激：M2a的是IL-4和IL-13、M2b的是免疫複合體+Toll样受体或IL-1受體配体、M2c的則是IL-10和糖皮质激素。
M2a巨噬細胞與Th2免疫反應有關。Th2淋巴球、嗜酸性球、嗜鹼性球和巨噬細胞會製造IL-4。他們對寄生蟲的encapsulation很重要，但他們也和第二型超敏反應有關。M2b巨噬細胞則通常是增加IL-10分泌量但不分泌IL-12，以及增加抗原呈現（MHC II、CD86）。M2c巨噬細胞對IL-10、TGF-β的分泌很重要。他們也會促成細胞外基質元件的製造和組織重組。糖皮質醇會影響巨噬細胞的附著、傳播、細胞凋亡和吞噬作用。一般來說，巨噬細胞可以粗分別為M1&M2，但是否之下又有亞型和其代表的功能意義需要進一步研究。

## 腫瘤相關巨噬細胞
腫瘤相關巨噬細胞（Tumor-associated macrophages, TAMs）常有促進腫瘤的功能，像是促進癌細胞的移動、惡性轉移和血管新生，而TAM的形成是根據發育中的腫瘤表現的微環境因子。TAM會製造免疫抑制細胞激素，像是IL-10、TGF-β和PGE2，還有少量的NO和ROS，及低濃度的發炎細胞激素（IL-12、IL-1β、TNFα、IL-6）。TAM呈現腫瘤相關的抗原能力以及刺激T細胞或自然殺手細胞的抗腫瘤功能會下降。TAM也無法裂解腫瘤細胞。TAM的標靶藥物可能會是對抗癌症的新療法。